# Matthijs Samuel Petrus Pabst

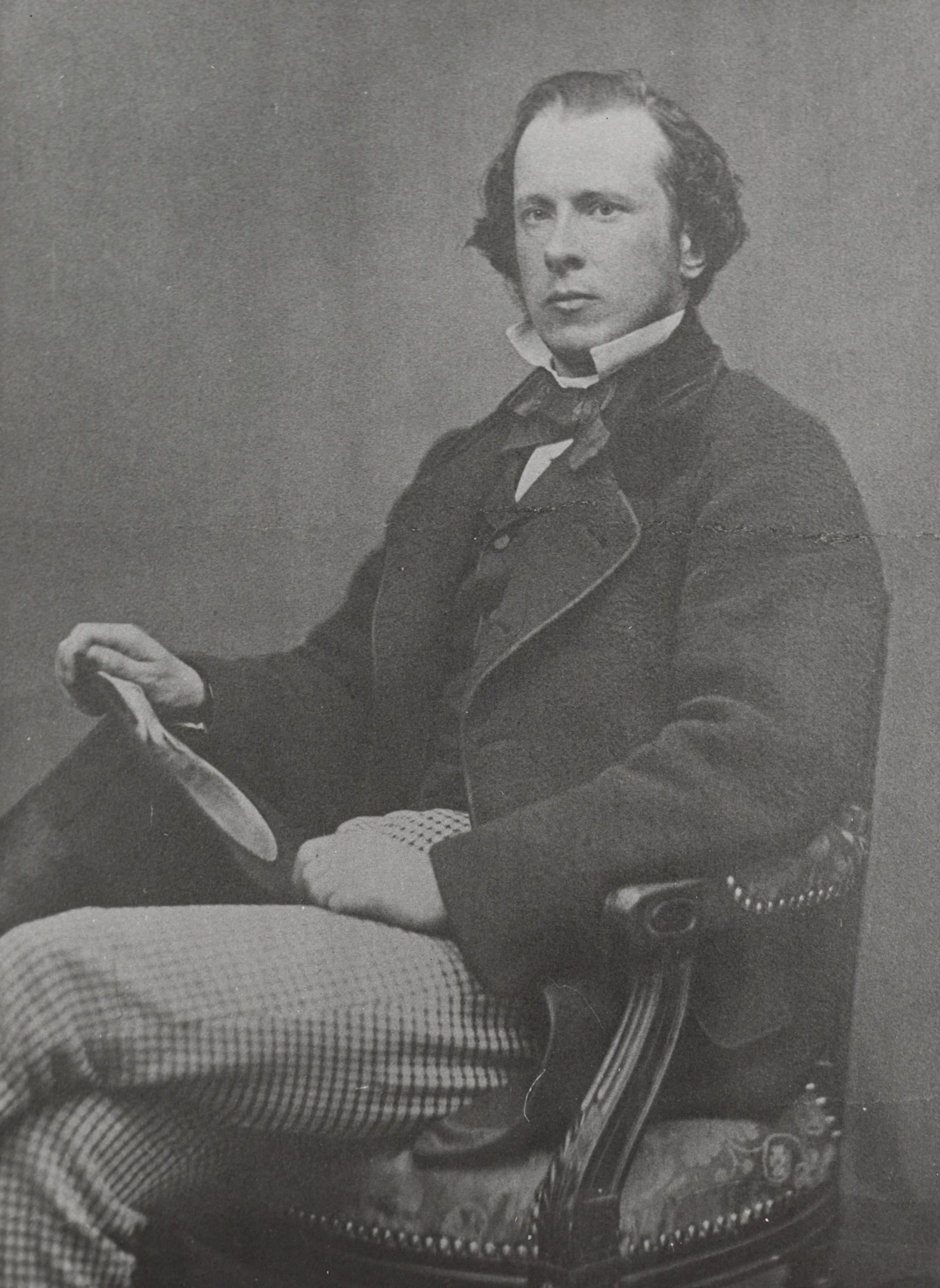
Matthijs Samuel Petrus Pabst

Matthijs Samuel Petrus Pabst (Utrecht, 6 januari 1818 – Heemstede, 11 juni 1863) was een Nederlandse burgemeester.
In 1853 werd hij de burgemeester van Heemstede, Berkenrode en Bennebroek. In 1855 volgde zijn benoeming tot de burgemeester van de nieuwe gemeente Haarlemmermeer waarbij bepaald werd dat Pabst die functie tot september 1856 zou combineren met het burgemeesterschap van de andere drie gemeentes. Tot 1863 heeft hij Haarlemmermeer vanuit het raadhuis van Heemstede bestuurd. De secretarie was al eerder in de polder gevestigd. Deze is op 1 december 1856 aan Bennebroekerweg bij de Hoofdvaart geopend. Daarvoor was de secretarie in een kamer van het gemeentehuis van Heemstede.
- International Standard Name Identifier: 0000 0003 8888 9432
- Nederlandse Thesaurus van Auteursnamen: 273428241
- Virtual International Authority File: 282132826
- WorldCat: E39PBJwdcwpb3TdH4jd7rptHYP